# Golden Globe 2025
La cerimonia di premiazione della 82ª edizione dei Golden Globe ha avuto luogo il 5 gennaio 2025 ed è stata nuovamente trasmessa in diretta dalla rete CBS. È stata presentata dalla comica Nikki Glaser.
Le candidature sono state annunciate il 9 dicembre 2024 da Morris Chestnut e Mindy Kaling.

## Premi per il cinema
Vengono di seguito indicati in grassetto i vincitori. Ove ricorrente e disponibile, viene indicato il titolo in lingua italiana e quello in lingua originale tra parentesi.

### Miglior film drammatico
- The Brutalist, regia di Brady Corbet
- A Complete Unknown, regia di James Mangold
- Conclave, regia di Edward Berger
- Dune - Parte due (Dune: Part Two), regia di Denis Villeneuve
- Nickel Boys, regia di RaMell Ross
- September 5, regia di Tim Fehlbaum

### Miglior film commedia o musicale
- Emilia Pérez, regia di Jacques Audiard
- Anora, regia di Sean Baker
- Challengers, regia di Luca Guadagnino
- A Real Pain, regia di Jesse Eisenberg
- The Substance, regia di Coralie Fargeat
- Wicked (Wicked: Part I), regia di Jon M. Chu

### Miglior regista
- Brady Corbet – The Brutalist
- Jacques Audiard – Emilia Pérez
- Sean Baker – Anora
- Edward Berger – Conclave
- Coralie Fargeat – The Substance
- Payal Kapadiya – All We Imagine As Light - Amore a Mumbai (All We Imagine as Light)

### Migliore attore in un film drammatico
- Adrien Brody – The Brutalist
- Timothée Chalamet – A Complete Unknown
- Daniel Craig – Queer
- Colman Domingo – Sing Sing
- Ralph Fiennes – Conclave
- Sebastian Stan – The Apprentice - Alle origini di Trump (The Apprentice)

### Migliore attrice in un film drammatico
- Fernanda Torres – Io sono ancora qui (Ainda estou aqui)
- Pamela Anderson – The Last Showgirl
- Angelina Jolie – Maria
- Nicole Kidman – Babygirl
- Tilda Swinton – La stanza accanto (The Room Next Door)
- Kate Winslet – Lee

### Migliore attore in un film commedia o musicale
- Sebastian Stan – A Different Man
- Jesse Eisenberg – A Real Pain
- Hugh Grant – Heretic
- Gabriel LaBelle – Saturday Night
- Jesse Plemons – Kinds of Kindness
- Glen Powell – Hit Man - Killer per caso (Hit Man)

### Migliore attrice in un film commedia o musicale
- Demi Moore – The Substance
- Amy Adams – Nightbitch
- Cynthia Erivo – Wicked (Wicked: Part I)
- Karla Sofía Gascón – Emilia Pérez
- Mikey Madison – Anora
- Zendaya – Challengers

### Migliore attore non protagonista
- Kieran Culkin – A Real Pain
- Jurij Borisov – Anora
- Edward Norton – A Complete Unknown
- Guy Pearce – The Brutalist
- Jeremy Strong – The Apprentice - Alle origini di Trump (The Apprentice)
- Denzel Washington – Il gladiatore II (Gladiator II)

### Migliore attrice non protagonista
- Zoe Saldana – Emilia Pérez
- Selena Gomez – Emilia Pérez
- Ariana Grande – Wicked (Wicked: Part I)
- Felicity Jones – The Brutalist
- Margaret Qualley – The Substance
- Isabella Rossellini – Conclave

### Miglior film in lingua straniera
- Emilia Pérez, regia di Jacques Audiard (Francia)
- All We Imagine As Light - Amore a Mumbai (All We Imagine as Light), regia di Payal Kapadiya (India, Francia, Paesi Bassi, Lussemburgo, Italia)
- Io sono ancora qui (Ainda estou aqui), regia di Walter Salles (Brasile, Francia)
- Pigen med nålen, regia di Magnus von Horn (Danimarca, Polonia, Svezia)
- Il seme del fico sacro (Dāne-ye anjīr-e ma'ābed), regia di Mohammad Rasoulof (Iran, Germania, Francia)
- Vermiglio, regia di Maura Delpero (Italia, Francia, Belgio)

### Miglior film d'animazione
- Flow - Un mondo da salvare (Straume), regia di Gints Zilbalodis
- Il robot selvaggio (The Wild Robot), regia di Chris Sanders
- Inside Out 2, regia di Kelsey Mann
- Wallace & Gromit - Le piume della vendetta (Wallace & Gromit: Vengeance Most Fowl), regia di Nick Park e Merlin Crossingham
- Oceania 2 (Moana 2), regia di Dave G. Derrick Jr., Jason Hand e Dana Ledoux Miller
- Memoir of a Snail, regia di Adam Elliot

### Migliore sceneggiatura
- Peter Straughan – Conclave
- Jacques Audiard – Emilia Pérez
- Sean Baker – Anora
- Brady Corbet e Mona Fastvold – The Brutalist
- Jesse Eisenberg – A Real Pain
- Coralie Fargeat – The Substance

### Migliore colonna sonora originale
- Trent Reznor e Atticus Ross – Challengers
- Kris Bowers – Il robot selvaggio (The Wild Robot)
- Volker Bertelmann – Conclave
- Daniel Blumberg – The Brutalist
- Clément Ducol e Camille – Emilia Pérez
- Hans Zimmer – Dune - Parte due (Dune: Part Two)

### Miglior canzone originale
- El mal (Clément Ducol, Camille e Jacques Audiard) – Emilia Pérez
- Beautiful That Way (Andrew Wyatt, Miley Cyrus e Lykke Li) – The Last Showgirl
- Compress / Repress (Trent Reznor, Atticus Ross e Luca Guadagnino) – Challengers
- Forbidden Road (Robbie Williams, Freddy Wexler e Sacha Skarbek) – Better Man
- Kiss the Sky (Delacey, Jordan K. Johnson, Stefan Johnson, Maren Morris, Michael Pollack e Ali Tamposi) – Il robot selvaggio (The Wild Robot)
- Mi camino (Clément Ducol e Camille) – Emilia Pérez

### Miglior risultato al cinema e al box office
- Wicked (Wicked: Part I), regia di Jon M. Chu
- Il robot selvaggio (The Wild Robot), regia di Chris Sanders
- Inside Out 2, regia di Kelsey Mann
- Deadpool & Wolverine, regia di Shawn Levy
- Beetlejuice Beetlejuice, regia di Tim Burton
- Il gladiatore II (Gladiator II), regia di Ridley Scott
- Twisters, regia di Lee Isaac Chung
- Alien: Romulus, regia di Fede Álvarez

## Premi per la televisione
Vengono di seguito indicati in grassetto i vincitori. Ove ricorrente e disponibile, viene indicato il titolo in lingua italiana e quello in lingua originale tra parentesi.

### Miglior serie drammatica
- Shōgun
- The Day of the Jackal
- The Diplomat
- Mr. & Mrs. Smith
- Slow Horses
- Squid Game

### Migliore attore in una serie drammatica
- Hiroyuki Sanada – Shōgun
- Donald Glover – Mr. & Mrs. Smith
- Jake Gyllenhaal – Presunto innocente (Presumed Innocent)
- Gary Oldman – Slow Horses
- Eddie Redmayne – The Day of the Jackal
- Billy Bob Thornton – Landman

### Miglior attrice in una serie drammatica
- Anna Sawai – Shōgun
- Kathy Bates – Matlock
- Emma D'Arcy – House of the Dragon
- Maya Erskine – Mr. & Mrs. Smith
- Keira Knightley – Black Doves
- Keri Russell – The Diplomat

### Miglior serie commedia o musicale
- Hacks
- Abbott Elementary
- The Bear
- The Gentlemen
- Nobody Wants This
- Only Murders in the Building

### Migliore attore in una serie commedia o musicale
- Jeremy Allen White – The Bear
- Adam Brody – Nobody Wants This
- Ted Danson – A Man on the Inside
- Steve Martin – Only Murders in the Building
- Jason Segel – Shrinking
- Martin Short – Only Murders in the Building

### Migliore attrice in una serie commedia o musicale
- Jean Smart – Hacks
- Kristen Bell – Nobody Wants This
- Quinta Brunson – Abbott Elementary
- Ayo Edebiri – The Bear
- Selena Gomez – Only Murders in the Building
- Kathryn Hahn – Agatha All Along

### Miglior miniserie o film televisivo
- Baby Reindeer
- Disclaimer - La vita perfetta (Disclaimer)
- Monsters: The Lyle and Erik Menendez Story
- The Penguin
- Ripley
- True Detective: Night Country

### Migliore attore in una miniserie o film televisivo
- Colin Farrell – The Penguin
- Richard Gadd – Baby Reindeer
- Kevin Kline – Disclaimer - La vita perfetta (Disclaimer)
- Cooper Koch – Monsters: The Lyle and Erik Menendez Story
- Ewan McGregor – Un gentiluomo a Mosca (A Gentleman in Moscow)
- Andrew Scott – Ripley

### Migliore attrice in una miniserie o film televisivo
- Jodie Foster – True Detective: Night Country
- Cate Blanchett – Disclaimer - La vita perfetta (Disclaimer)
- Cristin Milioti – The Penguin
- Sofía Vergara – Griselda
- Naomi Watts – Feud: Capote vs. The Swans
- Kate Winslet – The Regime - Il palazzo del potere (The Regime)

### Migliore attore non protagonista in una serie, miniserie o film televisivo
- Tadanobu Asano – Shōgun
- Javier Bardem – Monsters: The Lyle and Erik Menendez Story
- Harrison Ford – Shrinking
- Jack Lowden – Slow Horses
- Diego Luna – La Máquina
- Ebon Moss-Bachrach – The Bear

### Migliore attrice non protagonista in una serie, miniserie o film televisivo
- Jessica Gunning – Baby Reindeer
- Liza Colón-Zayas – The Bear
- Hannah Einbinder – Hacks
- Dakota Fanning – Ripley
- Allison Janney – The Diplomat
- Kali Reis – True Detective: Night Country

### Miglior performance comica
- Ali Wong – Ali Wong: Single Lady
- Jamie Foxx – Jamie Foxx: What Had Happened Was…
- Nikki Glaser – Nikki Glaser: Someday You'll Die
- Seth Meyers – Seth Meyers: Dad Man Walking
- Adam Sandler – Adam Sandler: Love You
- Ramy Youssef – Ramy Youssef: More Feelings

## Premi onorari
- Golden Globe alla carriera: Viola Davis[4]

- Golden Globe alla carriera televisiva: Ted Danson[4]